# Хохберг, Болько III фон
Болько III фон Хохберг (нем. Bolko III Constantin Stanislaus Maria de la Paz Conrad Hans (Juan) von Hochberg) (3 апреля 1936, Мюнхен — 27 августа 2022, там же) — 6-й и 11-й титулярный князь Плесский, граф фон Хохберг и барон Фюрстенштайнский. Германский бизнесмен, глава аристократического рода фон Хохбергов.

## Биография
Родился в Мюнхене 3 апреля 1936 года в семье графа Болько II фон Хохберга и его жены Клотильды «Клотильдиты» де Сильва-и-Гонсалес де Кандамо, дочери бывшего французского финансиста Хозе, 10-го маркиза де Арсикольяр и Клотильды Гонсалес де Кандамо-и-Асенсиос, бывшей второй жены его отца. Крестник графа Константина фон Дейма, назначенного в 1936 году по завещанию отца его опекуном, и принцессы Марии-де-ла-Пас Баварской.
Болько-старший скоропостижно умер после освобождения из тюрьмы гестапо, когда сыну не было 3-х месяцев и его вдова осталась с тремя малолетними детьми на попечении старшего брата её второго мужа и сына её первого мужа графа Александера фон Хохберга. Жившая в Пщинском замке семья была вынуждена с началом войны 1 сентября 1939 года бежать в Варшаву, а оттуда эмигрировать в Испанию.
Окончил коллегиум Аббатства Святого Власия и юридический факультет Мюнхенского университета. Во второй половине 1960-х годов проживал в Бразилии, представляя вместе с тестем интересы его бизнеса, впоследствии работал в компании BMW.
Получение польского гражданства и дружба с представителями польской диаспоры, в частности с графом Яном Тышкевичем способствовала восстановлению связей с Польшей, которую князь впервые после эмиграции посетил в 1976 году. По инициативе директора музея Пщинского замка Януша Зембиньского стал вице-президентом его попечительского совета. Был почётным патроном Международного фестиваля камерной музыки «Энсембл».
В 1984 году унаследовал от своего дяди, князя Александера Плесского, вместе с княжеским титулом фамильную компанию «Княжеское плесское горнопромышленное акционерное общество» (нем. Fürstlich Pless'sche Bergwerks Aktiengesellschaft), зарегистрированную во Франкфурте-на-Майне со штаб-квартирой в Мюнхене, прекратившую существование в 1999 году. В 1999—2020 годах — президент швейцарской оффшорной компании «Бориниа С. А.».
Отказался от претензий на национализированное имущество.
Княгиня Элизабет, продолжая традицию плесских княгинь, учредила в 2018 году благотворительный фонд «Princess Lilli’s Help», помогающий больницам в Валбжихе и Пщине.
Почётный гражданин городов Валбжиха (2015) и Пщины (2000).
Похоронен на кладбище при часовне Святого Леонарда в Рисстиссене 5 сентября 2022 года.

## Семья
Первым браком был женат в 1964—1969 годах на Урсуле Ройтер (нем. Reuther) (Гейдельберг 1940—Мюнхен 2013), дочери мангеймского промышленника доктора права Ханса-Иоахима Ройтера, совладельца компании «Бопп унд Ройтер» и Эдит Рихтер; вторым браком женился в Мюнхене в 2012 году на разведённой Элизабет «Лилли» Шенк баронессе фон Штауфенберг, урождённой фон Малез (нем. von Malaisé) (Нюрнберг 1940), дочери инженера-машиностроителя Фердинанда фон Малеза и Клары Мюнхмайер.
- Графиня Фелицитас «Фели» фон Хохберг, училась в Кемпфенхаузенской школе, Школе Макса Рилля в замке Райхерсбейерн, Школе Марии Уорд в Мюнхене, Школе «Педагогиум» в Баден-Бадене (Мюнхен 9 апреля 1965).

В начале 1970-х годов имел любовную связь с принцессой Биргиттой Шведской и Гогенцоллернской.

## Титулы
- 3 апреля 1936 — 22 февраля 1984 — Граф фон Хохберг, барон Фюрстенштайнский
- 22 февраля 1984 — 27 августа 2022 — Его Светлость Князь Плесский, граф фон Хохберг, барон Фюрстенштайнский